# Issa Diakité
Issa Diakité, född 30 mars 1999, är en ivoriansk taekwondoutövare. 

## Karriär
I juni 2017 tävlade Diakité i 54 kg-klassen vid VM i Muju, där han blev utslagen i 32-delsfinalen av australiske Bailey Lewis. I augusti 2019 tog Diakité silver i 58 kg-klassen vid afrikanska spelen i Rabat efter en finalförlust mot marockanske Omar Lakehal.
I juni 2021 tog Diakité brons i 58 kg-klassen vid afrikanska mästerskapen i Dakar. I juli 2022 tog han ännu ett brons i 58 kg-klassen vid afrikanska mästerskapen i Kigali. I november 2022 tävlade Diakité i 58 kg-klassen vid VM i Guadalajara, där han blev utslagen i sextondelsfinalen av kanadensiske Yohan Chang.
I maj 2023 tävlade Diakité i 58 kg-klassen vid VM i Baku, där han blev utslagen i åttondelsfinalen av jordanske Mahmoud Al-Taryreh. I november 2023 tog Diakité silver i 58 kg-klassen vid afrikanska mästerskapen i Abidjan efter en finalförlust mot nigeriske Nouridine Issaka.
I mars 2024 tog Diakité sitt andra raka silver i 58 kg-klassen vid afrikanska spelen i Accra efter en finalförlust mot nigeriske Nourdine Issaka.